# یواس‌اس ال‌اس‌تی-۸۸۸
یواس‌اس ال‌اس‌تی-۸۸۸ (به انگلیسی: USS LST-888) یک کشتی بود که طول آن ۳۲۸ فوت (۱۰۰ متر) بود. این کشتی در سال ۱۹۴۴ ساخته شد.